# Бій біля Мриглод та Грушки
Бій біля Мриглод та Грушки — бій між військами НКВС СРСР і силами УПА, що відбувся 2 березня 1945 в районі сіл Мриглоди та Грушка, що нині знаходяться на території Люблінського воєводства Польщі.
Бій закінчився майже повною ліквідацією І та ІІ чоти сотні «Месники-2» куреня «Месники» УПА військами НКВС. Важкі втрати українських повстанців пов'язані зі зрадою місцевого мешканця, який вивів на них радянські війська. Крім того, розділеній на чоти та розквартированій по різним селам сотні з початком бою не вдалося об'єднатися через сильну хуртовину.

## Перебіг подій
В третій декаді лютого 1945 року в селі Гута Любицька, населення якої було повністю українське, сотня «Месники-2» куреня «Месники» УПА прийняла урочисту присягу на вірність Україні. Після присяги сотня УПА «Месники-2» розділилася на чотири чоти і розійшлася по місцям призначення — в лісові масиви Равщини.
Командир куреня «Месники» Іван Шпонтак (псевдо «Залізняк») часто розділяв відділи на чоти та розквартировував їх по сусідніх селах та присілках. Це надавало можливість уникнути атак з боку НКВС на весь підрозділ та його можливу ліквідацію. Чоти щокілька днів міняли місце постою і 28 лютого провели останню заміну — І чота під командуванням Олекси Мазура (псевдо «М'яч») перейшла на Мриглоди; ІІ чота командира Василя Дмитришина (псевдо «Дим») — на присілок Грушку; IV чота разом із сотенним (псевдо «Біс») стояла постоєм недалеко в Гуті-Любицькій; ІІІ чота під керівництвом Мирослава Онишкевича (псевдо «Орест») разом з командиром куреня «Залізняком» — розташувалася у присілках Дагани.
Напередодні бою командири обох чот розпорошили стрільців малими групами по хатах, поставили вартових, вислали застави в округу. Командир «М'яч» навіть провів вправи з оборонного бою на випадок несподіваної ворожої атаки. Основою плану було захистити село і населення від непотрібних жертв і відступити в напрямку лісу глибоким протитанковим ровом, який був викопаний за кількасот метрів від села.
Одна із застав потрапила в полон. На основі даних, отриманих під жорстокими тортурами від одного зі схоплених повстанців, старший лейтенант НКВС А. П. Колпащиков склав план атаки.
Обидва села більшовики оточили тісним кільцем і скрізь поставили свої бойові застави. Більшовиків провадив сексот, український селянин, який проживав у недалекому селі Горай і добре знав, де стоять повстанські стійки та застави, отож ворог зміг непомітно ті застави обійти.

### Бій
Першою в бій вступила друга чота командира Василя Дмитришина «Дима», розташована на присілку Грушка — в заметілі маневрова група НКВС з Рави-Руської напоролися біля 5 години ранку на вартових другої чоти, які відкрили вогонь по радянським військам. Один рій чоти зайняв позиції за 50 м південніше села в молодняку, а два інші разом з командиром «Димом» перебігли до більшого ліска на північний схід від села, де боронилися протягом 4 годин. Проте після загибелі командира «Дима» відділ поділився на дві частини: одна під командуванням «Марченка» прорвалася з оточення, а інша була розпорошена ворогом й пропала безвісти. Загинув також 1-й рій командира Миколи Судора (псевдо «Суслик»).
О 6-й годині ранку з двох сторін більшовики атакували І чоту командира Олекси Мазура «М'яча» у Мриглодах. Прикриваючись вогнем, чота відійшла до ліска на відстані близько 100 метрів від села. У цьому ліску вояки оборонялися 2 години. Далі, під атаками НКВС, чота відступила в напрямку рову не знаючи, що він обставлений важкими кулеметами. Більшовики дали повстанцям відповзти від лісу на 100 метрів, після чого відкрили вогонь з кулеметів. В нерівному бою загинули усі українські стрільці. Перед смертю Олексі Мазуру вдалося смертельно поранити командира більшовиків Колпащикова.
На полі бою впало 23 повстанців з цієї чоти, одного було поранено, а 10 зникли безвісти. Більшість тих хто зник пробувала поодинці пробиватися з оточення, була схоплена більшовицькими заставами живими й на місці розстріляна пострілом у потилицю.
О 8-й годині з Гути Любицької у напрямку Мриглод вийшла на допомогу IV чота, проте, зустрівши на шляху більшовиків, після одногодинного бою вимушена була повернути назад.
Польська армія та поліція у складі 200 вояків тримали фронт із заходу. У той самий час поляки напали на Стару Гуту, де вбили 11 чоловік і спалили кілька хат, Дагани, де було спалено 21 хату і п'ятьох вбито, Верхрату, де спалили 40 хат, вбили 8 чоловік. Разом з росіянами поляки напали також на Гуту Любицьку, де спалили кілька хат і провели арешти. Погроми тривали до 3 березня.
Загалом з боку УПА загинуло 62 вояків відділу «Месники-ІІ»: 37 під Мриглодами і 24 під присілком Грушкою. Тіла вбитих підібрали члени української підпільної адміністрації, а похоронили їх стрільці відділу на чолі з сотенним політвиховником «Волошем». Похорон відбувся в лісі під Мриглодами, в урочищі Монастир на місці колишнього василіанського монастиря. Решта була похоронена окремо українською цивільною адміністрацією та родинами вбитих.

## Вшанування
На місці поховання повстанців на горі Монастир довгий час стояли хрест і недобудований пам'ятник, через те що місцева влада не давала згоди на добудову. У 2000 році польська Рада охорони пам'яті боротьби і мучеництва на підставі договору між урядами України та Польщі насипала курган й встановила пам'ятник за власні кошти. На меморіальній таблиці, що знаходилась під хрестом, був напис «Полягли за вільну Україну», а також вказані імена, прізвища та дати народження загиблих.

### Акти вандалізму
У червні 2015 року невідомі вандали зафарбували гранітний хрест і знищили надмогильну плиту з іменами воїнів, які загинули навесні 1945 року.
У лютому 2017 року працівники меморіально-пошукового підприємства «Доля» при Львівській обласній раді почистили від фарби сплюндрований вандалами хрест на могилі воїнів УПА та спробували відновити меморіальну таблицю.
Черговий акт вандалізму стався 20 січня 2020 року. Невідомі зняли залишки меморіальної таблиці і вкинули їх у яму.
У жовтні 2020 року польська сторона відновила пам'ятник. Розбита меморіальна таблиця була замінена на нову — без напису «Полягли за вільну Україну», а також без прізвищ та імен бійців УПА.